# Норманџи (Тексас)
Норманџи (енгл. Normangee) град је у америчкој савезној држави Тексас. По попису становништва из 2010. у њему је живело 685 становника.

## Демографија
Према попису становништва из 2010. у граду је живело 685 становника, што је 34 (4,7%) становника мање него 2000. године.
| Група             | 2000.       | 2010.       |
| Белци             | 501 (69,7%) | 480 (70,1%) |
| Афроамериканци    | 147 (20,4%) | 121 (17,7%) |
| Азијати           | 0 (0,0%)    | 1 (0,1%)    |
| Хиспаноамериканци | 58 (8,1%)   | 65 (9,5%)   |
| Укупно            | 719         | 685         |